# Bisbes de Roma sota Constantí I

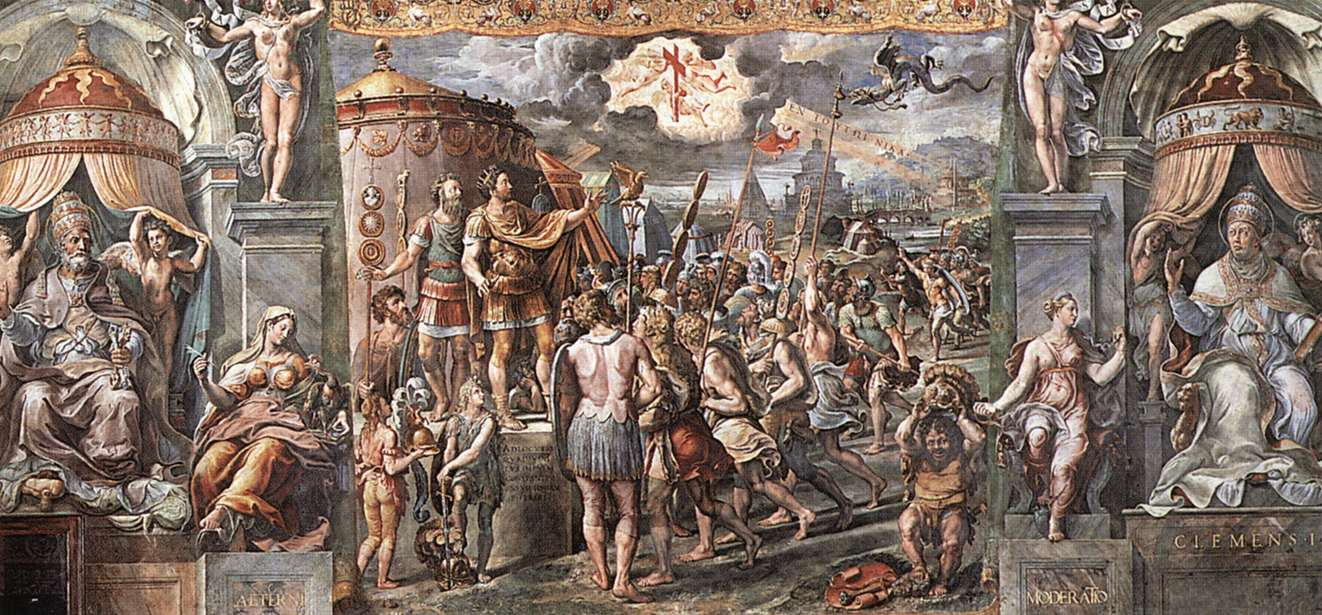
La visió de la Creu de Rafael, on apareix una creu en comptes del crismó

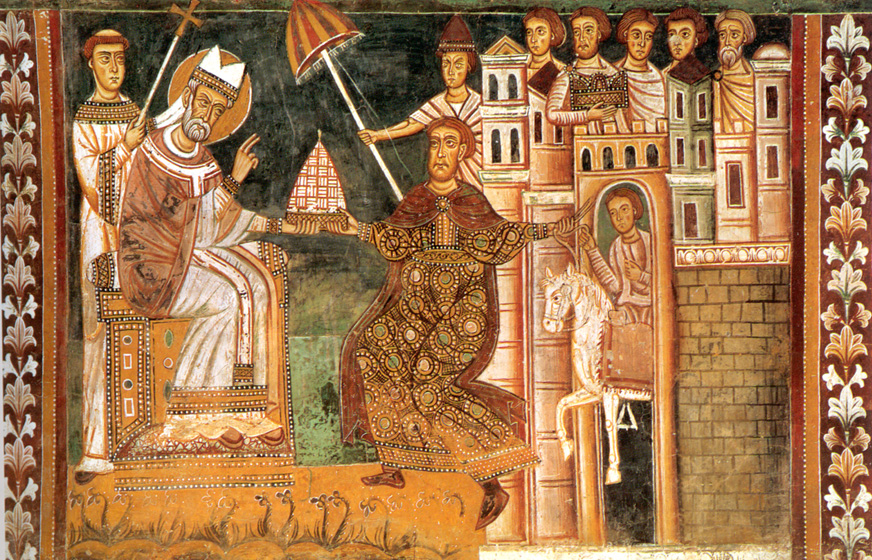
Un fresc del monestir benedictí dels Santi Quattro Coronati mostra a Constantí oferint la seva corona a Silvestre I

La relació de Constantí I (272-337) amb els quatre bisbes de Roma durant el seu regnat és un component important de la història del papat i, en general, de la història de l'Església catòlica.
La llegenda sobre la victòria de Constantí I en la batalla del pont Milvi (312) relaciona la seva visió del Crismó (☧) i el text in hoc signo vinces en el cel i la seva reproducció d'aquest símbol en els escuts de les seves tropes. L'any següent, Constantí I Licí proclamaven la tolerància del cristianisme amb l'Edicte de Milà, i el 325 Constantí va convocar i va presidir el Primer Concili de Nicea, el primer concili ecumènic. Tanmateix, res d'això no té res a veure amb els papes, que ni tan sols van assistir al Concili; de fet, el primer bisbe de Roma que s'anomena contemporàniament "Papa" ((πάππας, or pappas) és Damas I (366-384). D'altra banda, entre el 324 i el 330, va construir Constantinoble com una nova capital per a l'imperi, i -no demanava disculpes a la comunitat romana dels cristians- es van traslladar famílies romanes clau i van traslladar moltes relíquies cristianes a les noves esglésies.
La Donació de Constantí, una falsificació del segle viii que servia per millorar el prestigi i l'autoritat dels papes, situava el papa més centralment en la narrativa del cristianisme constantinià. La llegenda de la donació afirma que Constantí va oferir la seva corona a Silvestre I (314-335), i fins i tot que Silvestre va batejar Constantí. En realitat, Constantí va ser batejat (a prop de la seva mort al maig de 337) per Eusebi de Nicomèdia, que, a diferència del papa, era un bisbe arrià. Silvestre va ser succeït per Marc (336) i Juli I (337-352) durant la vida de Constantí.
Encara que la «Donació» mai es va produir, Constantí va lliurar el Palau del Laterà al bisbe de Roma i va començar la construcció de l'antiga Basílica de Sant Pere (la Basílica Constantiniana). La donació del Laterà probablement va ocórrer durant el regnat de Melquíades (311-314), el predecessor de Silvestre I, que va començar a utilitzar-lo com a residència. L'antiga Basílica de Sant Pere va començar a construir-se entre el 326 i el 330 i hauria trigat tres dècades a completar-se, molt després de la mort de Constantí. La legalització del cristianisme de Constantí, combinada amb la donació d'aquestes propietats, va donar al bisbe de Roma un nivell sense precedents de poder temporal, creant-se per primera vegada un incentiu pels líders seculars per interferir en la successió papal.

## Rerefons

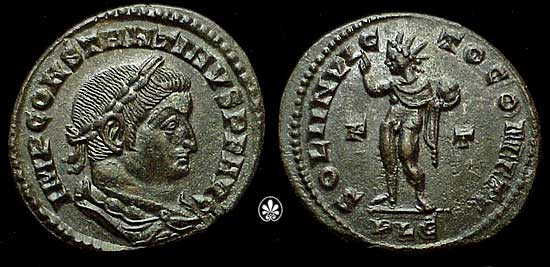
Les monedes de Constantí van continuar representant el déu romà Sol Invictus ("Sol invicte") fins a aproximadament 315.

Malgrat la persecució de Dioclecià, els cristians constituïen aproximadament una desena part de la població de l'Imperi Romà en el moment de l'ascens al poder de Constantí. El cristianisme va ser legalitzat per Galeri, que va ser el primer emperador a emetre un edicte de tolerància per a tots els credos religiosos, inclòs el cristianisme l'abril de 311. Eamon Duffy caracteritza l'església a Roma abans de Constantí com «no una congregació, sinó una constel·lació solta de esglésies amb seu a cases particulars o, a mesura que avançava el temps i la comunitat creixia, es reunia en sales llogades en mercats i banys públics. No tenia cap oficial dominant dirigent, els seus ancians o líders compartien la seva responsabilitat, sinó que distribuïen tasques, com la del corresponsal estranger. A la vigília de la conversió de Constantí, hi havia més de dues dotzenes d'aquests centres comunitaris religiosos o tituli".
L'església romana era una petita comunitat, i el seu bisbe exercia poca influència fora dels seus membres en temps de Constantí. Constantí va ser el primer emperador romà a abraçar el cristianisme, encara que probablement va continuar en les seves creences pre-cristianes. Ell i el coemperador Licini van concedir el favor imperial al cristianisme a través de l'Edicte de Milà promulgat el 313. Després de l'Edicte de Milà, l'Església va adoptar la mateixa estructura governamental que l'Imperi: províncies geogràfiques governades per bisbes. Aquests bisbes de ciutats importants (bisbes metropolitans) es van alçar al poder sobre els bisbes de ciutats menors (més tard anomenats bisbes sufraganis).
Independentment de les seves creences personals, l'interès polític de Constantí en el cristianisme era com una força unificadora i la seva política de "imposar la unitat a les esglésies a tot preu" aviat el va posar en un "camp de col·lisió amb els papes".

## Els Papes sota Constantí

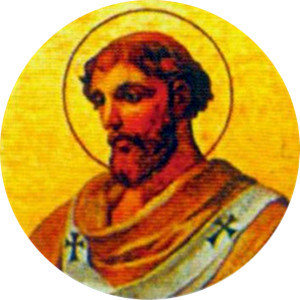
Melquíades
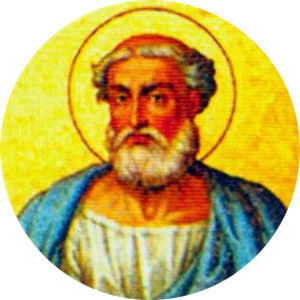
Silvestre I
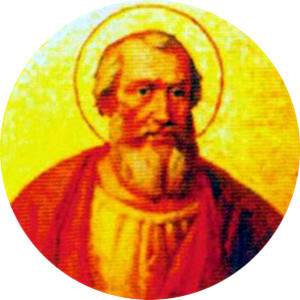
Marc
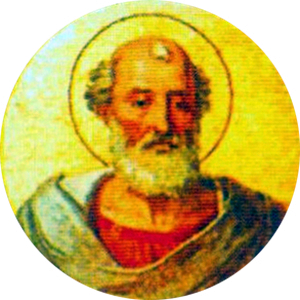
Juli I

### Melquíades

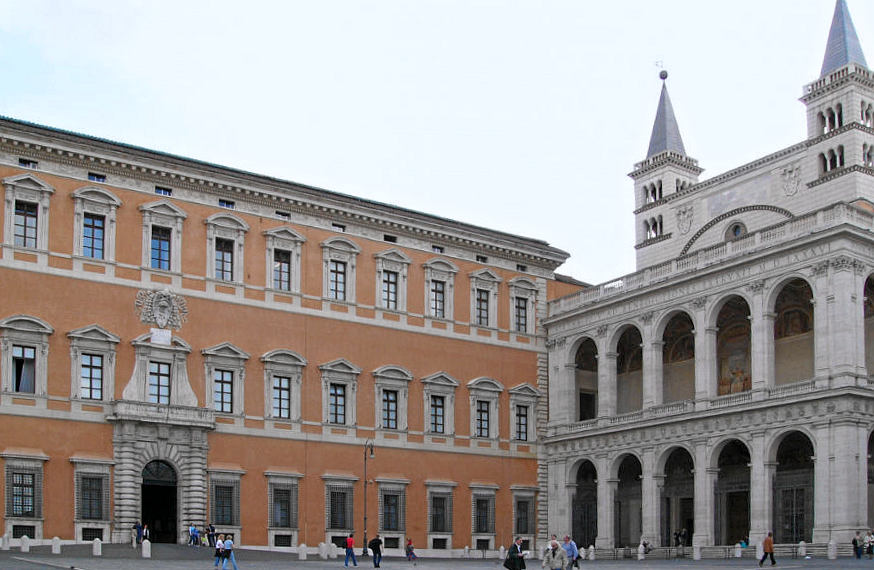
La façana moderna del palau de Laterà

Melquíades (311-314) va ser papa en el moment de la victòria de Constantí, i Constantí va dotar a Miltiades al Palau de Laterà, on es va traslladar, celebrant un sínode el 313. Constantí va designar Miltiades com un dels quatre bisbes per adjudicar el cas dels donatistes, però no tenia autoritat per decidir el cas o publicar el resultat sense l'aprovació del mateix emperador. Per regla general, els bisbes africans podrien haver anat al bisbe de Roma com una figura neutral i respectada, però era ben sabut que Miltiades no estaria d'acord amb la posició donatista que l'ordenació d'un bisbe traïdor invalidava el sagrament.
Tornant a Constantí va ser un moviment estrany perquè encara no havia estat batejat, i la notícia de la seva conversió potser encara no ha arribat a Alexandria. Constantí va fer referència a la qüestió a Miltiades, que li exigia que col·laborés amb tres bisbes de la Gàl·lia. Eamon Duffy anomena a això la «primera intervenció directa d'un emperador en els assumptes de l'església». Quan Miltiades va convidar quinze bisbes italians addicionals a participar en el sínode i legislà contra els donatistes, van apel·lar novament a Constantí, que va demanar un nou sínode a Arles, aquesta vegada dirigit pels bisbes d'Arles i Siracusa.

### Silvestre I

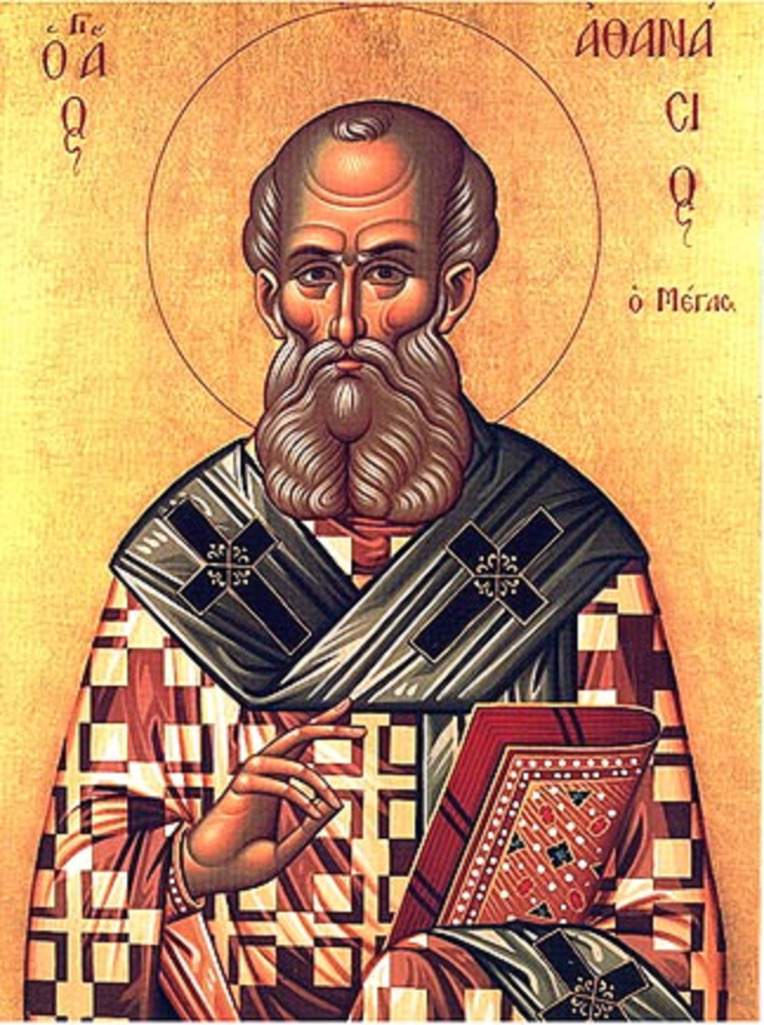
Atanasi d'Alexandria

Miltiades va morir, i el seu successor, Silvestre I (313-335), no va viatjar a Arles. El sínode d'Arles va donar a Silvestre I una miqueta d'atenció, demanant-li que circulés les seves decisions als altres bisbes, tot i que no tenia cap part en el procés. Durant el regnat de Silvestre I, es va iniciar la construcció de la Basílica del Laterà, de la Santa Creu a Jerusalem i de Sant Pere. Silvestre no va assistir al primer concili ecumènic, el Primer Concili de Nicea (325), sinó que va enviar dos sacerdots com a representants; també van assistir els bisbes occidentals de Cartago i Milà.
Silvestre hauria vist l'arrianisme com una heretgia; El mateix Constantí probablement no comprenia els complexos problemes teològics en disputa, encara que s'havia envoltat de molts seguidors d'Arri, incloent-hi el bisbe Eusebi de Nicomèdia, qui possiblement el batejà. Els seguidors d'Arri ho van fer malament a Nicea, i el Credo de Nicea que s'adoptà estava directament contra la seva posició cristològica. Els arrians van ser "silenciats, no persuadits" pel Concili, i la controvèrsia amb la comunitat cristiana més gran no es va resoldre. La posició d'Arrià persistiria a l'Est durant tres generacions i fins i tot va ser adoptada pel fill de Constantí, Constanci II. El mateix Constantí va donar suport a la posició de Nicea principalment perquè era "el seu Concili" va buscar un text de compromís que "publicaria les diferències entre les dues parts". Eusebi va romandre com un arrià, encara que va assegurar a Constantí que els seus punts de vista eren compatibles amb la seva interpretació del Credo de Nicea, i van batejar Constantí el 337.
El principal partidari del Credo de Nicea va ser el bisbe Atanasi d'Alexandria, però el 335 va ser destituït i exiliat a la Gàl·lia per temors no relacionats sobre el proveïment de blat de moro egipci a Constantíble. Els seus seguidors es van arrodonir i es van retirar. Els debats clau a Nicea s'havien dut a terme en llengua grega, amb les subtileses de paraules particulars que inciten a una gran controvèrsia; la llengua llatina d'Occident simplement «encara no tenia ni una terminologia adequada per manejar el debat adequadament». Els llegats del papa van signar els resultats del Concili, i van seguir recolzant-se pels dos papes següents, igual que els seguidors d'Atanasi es van mantenir benvinguts a Roma, però els temes teològics van ser poc examinats a Occident.

### Marc
Marc (336) va ser el primer a designar el bisbe d'Ostia com el primer dels consagrats del nou bisbe de Roma (el bisbe d'Ostia és actualment el degà del Col·legi de Cardenals).

### Juli I
La influència de Constantí ajudaria a solidificar un fort paper per a l'emperador romà en el procés de selecció: Constantí va triar Juli I (337-352) per a tots els efectes i el seu fill, Constantí II, va exiliar Liberi i va instal·lar Fèlix II (un arrià) com el successor. Julius vaig rebre Atanasi i convidà els bisbes arrians orientals a Antioquia per unir-se a ell a Roma. Els bisbes orientals haurien considerat que Juli I tenia una dignitat igual al seu propi episcopat, però no els complaïa que prengués en la seva comunió un bisbe condemnat per un sínode oriental.

## Resultat
Sota el Papa Liberi (352-366), el conflicte arrià entre l'emperador i el bisbe de Roma va culminar al Sínode d'Arles (353), convocat per Constantí II. Allí, els legats de Liberi van signar una declaració que condemnava el Concili de Nicea. Quan el propi Liberi es va negar a cooperar, va ser exiliat. El papa Damàs (366-384) va poder assassinar en gran manera els arrians amb l'ajuda de l'emperador Teodosi, Gregori de Nazianz, Gregori de Nissa i Ambròs de Milà.

## Historiografia

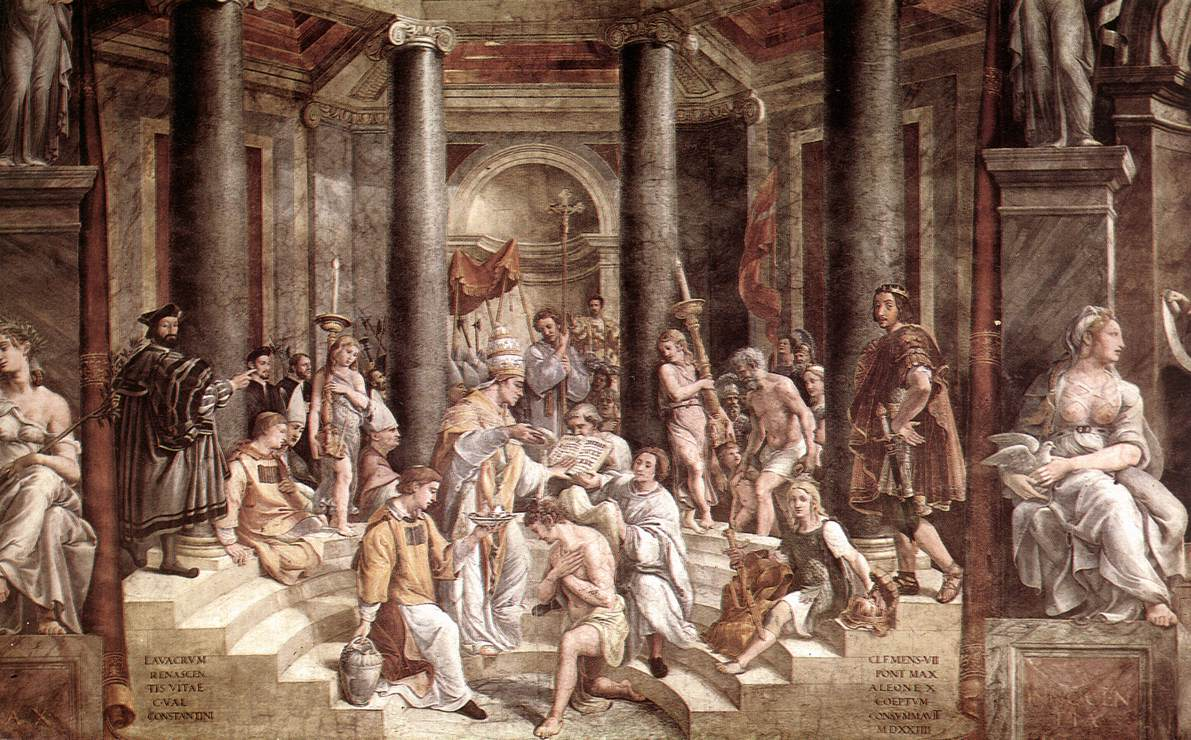
El Baptisme de Constantí de Rafael representa a Silvestre I en comptes del bisbe arrià Eusebi de Nicomedia, qui realment va batejar Constantí.

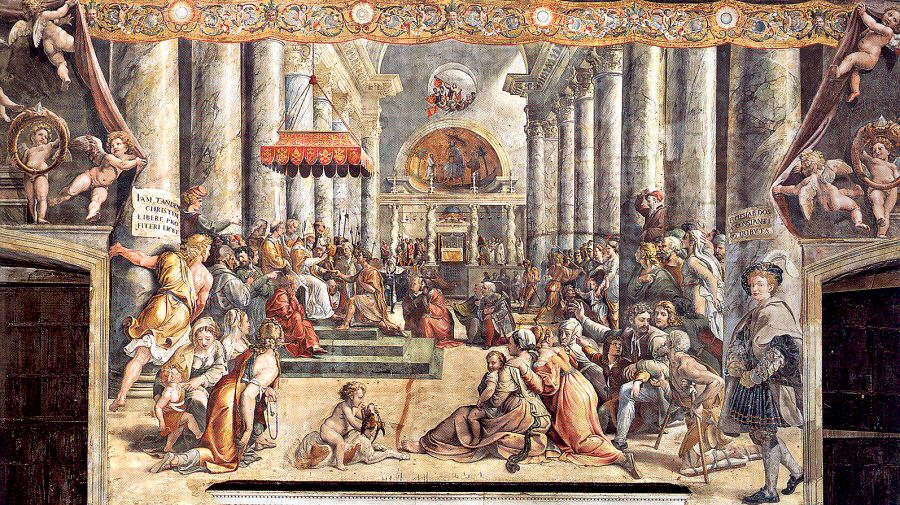
La donació de Constantí de Rafael representa l'interior de Sant Pere, que no va acabar abans de la mort de Constantí.

La Donació de Constantí va pretendre memorialitzar la transferència a Silvestre I i els seus successors de domini sobre tot l'Imperi Romà d'Occident per la consideració de la instrucció de Silvestre I a Constantí en el cristianisme, el baptisme de Constantí i la curació de Constantí de la lepra. Constantí va mantenir, per descomptat, només l'Imperi Romà d'Orient. La falsificació va ser probablement construïda durant el Papat franc, quan el papa Esteve II es va convertir en el primer papa a travessar els Alps per coronar a Pipí el Breu, va ser publicada com la Donació de Pipí (una no falsificació), atorgant al papa el control de les terres dels longobards, que es va unir als primers fragments dels Estats pontificis.
No va passar molt abans que el document fos denunciat com una falsificació, especialment per Otó III, emperador del Sacre Imperi Romanogermànic (R. 983-1002). A mitjans del segle xv, ni tan sols els mateixos papes consideraven que el document fos autèntic. L'humanista italià Lorenzo Valla va demostrar encara més la seva falsedat en 1440, mostrant que la seva llengua llatina no es corresponia amb la del segle quart. La "Donació" pretenia reconèixer la primacia de Roma sobre Antioquia, Jerusalem, Alexandria i Constantinoble, tot i que l'última d'elles ni tan sols s'havia fundat en el moment de la Donació.
El mite de la Donació de Constantí s'adapta encara més en un text hagiogràfic del segle v Vita S Silvestri (o Actus S Silvestri). Entre altres coses, el document afirma que Silvestre I va matar un drac que havia amenaçat a Roma. El text diu que tots aquests esdeveniments es van produir just després de l'entrada de Constantí a la ciutat després de la Batalla del Pont Milvià, tot i que Silvestre I no es va convertir en bisbe fins al 314. Aquests esdeveniments es van incorporar de manera incrusta al Liber pontificalis c. 530. Joan Malalas va embellir encara més la història en el seu Chronicon, que va afirmar que Silvestre va batejar no només a Constantí, sinó també a la seva mare, Helena, i -per bona mesura- un gran grup dels seus parents i seguidors romans. Teòfanes el Confessor en la seva Crònica c. 815-820 afegeix el fill de Constantí, Crisp, a la llista i ataca violentament les narracions contraries com a mentides arrianes; Theophanes es refereix al Baptisteri del Laterà com el "baptisteri de Constantí".
El Breviarum Romanum de Pius V (1568) i el Martyrologium Romanum de Gregori XIII també van afirmar que Silvestre I era el Baptista de Constantí. Quan Sixt V va erigir l'obelisc egipci al nord de la Basílica de Laterà el 1588, va afegir a la base la inscripció «Constantí va ser batejat aquí». El cardenal Cesare Baroni va continuar reclamant això en els seus Annales Ecclesiastici (1592) i un autor francès ho ha reclamat tan recentment com 1906.
Aquesta versió falsificada del baptisme de Constantí s'ha convertit en un gran tema d'art eclesiàstic. Les representacions inclouen el Tríptic de Stavelot (c.1656), els frescos de la basílica dels Santi Quattro Coronati, els vitralls de l'església de Sant Miquel i de tots els Àngels, Ashton-sub-Lyne i, el més famós, el Baptisme de Constantí a les Sales de Rafael del Palau Apostòlic.